# Данильцево (Гагарінський район)
Данильцево (рос. Данильцево) — присілок Гагарінського району Смоленської області Росії. Входить до складу Пречистенського сільського поселення.
Населення — 3 особи.